# American Song Contest
L'American Song Contest è stata una competizione canora che si è svolta negli Stati Uniti nel 2022.

## Storia

### Produzione
Il 15 maggio 2019, durante una conferenza stampa dedicata all'Eurovision Song Contest 2019 a Tel Aviv, Christer Björkman e Ola Melzig, noti per i loro ruoli come produttori di precedenti edizioni della manifestazione canora europea, hanno annunciato di aver acquisito dall'Unione europea di radiodiffusione (UER) i diritti per un adattamento del concorso per il mercato statunitense. Björkman e Melzig sono stati confermati anche come produttori dell'adattamento, assieme ad Anders Leenhoff e Peter Settman.
Il successivo 18 agosto Settman ha rivelato che almeno 10 grandi emittenti statunitensi avevano mostrato interesse per la trasmissione dell'American Song Contest, comprese le principali reti televisive americane.
Il 14 maggio 2021 l'UER ha annunciato che la National Broadcasting Company (NBC) aveva acquisito i diritti di produzione e trasmissione del concorso. Nella medesima giornata la NBC ha annunciato che la trasmissione dell'American Song Contest era stata confermata per la stagione primavera-estate 2022 del palinsesto televisivo.
A causa degli scarsi indici di ascolto registrati nel 2022, l'edizione del 2023 è stata cancellata e la trasmissione sospesa in via indeterminata. Nel maggio seguente, Martin Österdahl, supervisore esecutivo dell'Eurovision Song Contest, ha dichiarato che i partner americani dell'UER stanno "valutando altre opzioni".

### Format
Il concorso canoro si articola in otto spettacoli in totale, dove prendono parte i 50 stati federati, i 5 territori non incorporati e la capitale Washington D.C.: cinque show sono dedicati ai quarti di finale, seguite da due semifinali e la finale, dove il voto combinato di una giuria di esperti e del pubblico decretano il vincitore.
In ogni quarto di finale quattro stati si qualificano per la semifinale: uno scelto dalla giuria, mentre i restanti tre sono stati selezionati da un televoto aperto per tre giorni.

## Edizioni
| Anno | Città e Stato ospitante               | Stato vincitore | Artista | Canzone    |
| ---- | ------------------------------------- | --------------- | ------- | ---------- |
| 2022 | Universal Studios Lot, Universal City | Oklahoma        | AleXa   | Wonderland |